# Up Close (álbum)
| Críticas profissionais | Críticas profissionais |
| Avaliações da crítica  | Avaliações da crítica  |
| Fonte                  | Avaliação              |
| ---------------------- | ---------------------- |
| AllMusic               | [ 2 ]                  |

Up Close é o oitavo álbum (sétimo de estúdio) do guitarrista estadunidense Eric Johnson. Foi lançado no dia 7 de dezembro de 2010.
É o seu primeiro álbum de estúdio desde Bloom, lançado em 2005.
O repertório conta com as participações de Jonny Lang, Jimmie Vaughan (o irmão mais velho de Stevie Ray Vaughan), Steve Miller e Malford Milligan, sendo os dois últimos nos vocais.

## Faixas
Todas as músicas compostas por Eric Johnson, exceto quando especificado..
| N.º            | Título                                                           | Duração |  |
| 1.             | "Awaken"                                                         | 1:05    |  |
| 2.             | "Fatdaddy"                                                       | 2:44    |  |
| 3.             | "Brilliant Room (participação especial: Malford Milligan)"       | 3:53    |  |
| 4.             | "Texas (participações especiais: Steve Miller e Jimmie Vaughan)" | 6:02    |  |
| 5.             | "Gem"                                                            | 4:09    |  |
| 6.             | "Traverse"                                                       | 1:18    |  |
| 7.             | "Austin (participação especial: Jonny Lang)"                     | 4:01    |  |
| 8.             | "Soul Surprise"                                                  | 6:11    |  |
| 9.             | "On the Way"                                                     | 3:09    |  |
| 10.            | "Arithmetic"                                                     | 4:32    |  |
| 11.            | "The Sea and the Mountain"                                       | 1:50    |  |
| 12.            | "Vortexan"                                                       | 3:04    |  |
| 13.            | "A Change Has Come to Me"                                        | 5:19    |  |
| 14.            | "Change (revisited)"                                             | 1:39    |  |
| 15.            | "Your Book (participação especial: Sonny Landreth"               | 4:15    |  |
| Duração total: | Duração total:                                                   | 51:12   |  |

## Créditos
- Roscoe Beck - baixo
- Kelly Donnelly - engenheiro
- Kevin Hall - bateria
- Andy Johns - mixagem
- Eric Johnson - guitarra, vocais, produtor
- Sonny Landreth - guitarra ("Your Book")
- Jonny Lang - guitarra e vocais ("Austin")
- Malford Milligan - vocais ("Brilliant Room")
- Steve Miller - vocais ("Texas")
- Richard Mullen - produtor
- Kelly Toombs - designer gráfico do álbum
- Barry "Frosty" Smith - bateria
- Tommy Taylor - bateria
- Jimmie Vaughan - guitarra ("Texas")

## Up Close - Another Look
Up Close - Another Look é o nome da versão deste álbum lançada no dia 1 de Abril de 2013 na Europa. O álbum foi lançado pelo selo Provogue Records, e é exatamente o mesmo que a versão anterior, porém com algumas pequenas alterações em algumas músicas, após serem revisadas e remixadas pelo músico.